# Babakove, Vasîlkivka
Babakove (în ucraineană Бабакове) este un sat în comuna Bohdanivka din raionul Vasîlkivka, regiunea Dnipropetrovsk, Ucraina.

## Demografie
Componența lingvistică a localității Babakove
     Ucraineană (89,13%)
     Rusă (2,17%)
Conform recensământului din 2001, majoritatea populației localității Babakove era vorbitoare de ucraineană (89,13%), existând în minoritate și vorbitori de rusă (2,17%).